# Jan de Deckere
Jan de Deckere (ca. 1450 - 30 juni 1519) was burgemeester van Brugge.

## Levensloop
De Deckere waarvan de familie oorspronkelijk tot het ambacht van de wevers behoorde, was een zoon van Jacob de Deckere en Beatrix van Hoogenlande. Hij trouwde met Barbara De Witte (†1534). 
De familie De Deckere stamde uit de heren van Lissewege en had vanaf het einde van de veertiende eeuw de naam 'De Deckere' aangenomen.
Jan was vele jaren aanwezig in het Brugse stadsbestuur:
- als hoofdman van het Sint-Jacobssestendeel in 1488, 1499, 1500, 1503, 1506 en 1508;
- als raadslid in 1490, 1498, 1501, 1502, 1505, 1510, 1512 en 1514;
- als schepen in 1492, 1497, 1516 en 1518;
- als burgemeester van de raadsleden in 1499;
- als burgemeester van de schepenen in 1494.

Hij wisselde af in het stadsbestuur met familieleden zoals Joost de Deckere.
Hij werd in 1488 lid van de Edele Confrérie van het Heilig Bloed en was er proost in 1494, het jaar van zijn burgemeesterschap.
In 1486 kocht De Deckere een stuk grond palende aan de kooromgang van de Sint-Salvatorskerk. Hij bouwde er een familiekapel die weldra werd gebruikt door de nering van de schrijnwerkers, die er de devotie onderhield voor hun patroon, de heilige Livinus. De wapens van De Deckere en die van zijn echtgenote Barbe De Witte prijken er tot vandaag, evenals de wapenspreuk van de familie De Deckere: Siet voor u.
Het (gedeeltelijk bewaarde) wandmonument van het echtpaar De Deckere-De Witte bevindt zich in hun kapel in de Sint-Salvatorskathedraal.

## Bron
- Stadsarchief Brugge, Lijst van wetsvernieuwingen, van 1358 tot 1794